# Ole Feldbæk
Ole Feldbæk (22. juli 1936 – 1. oktober 2015) var en dansk historiker og professor på Københavns Universitet.
Som student deltog han i feltarbejde på Grønland, lige som han var med til at udgrave vikingeskibene i Roskilde Fjord, men ingen af disse emner skulle få betydning for hans forfatterskab og videnskabelige karriere.
Ole Feldbæk specialiserede sig i stedet i 1700-tallets økonomiske historie. Han fik Københavns Universitets guldmedalje for en afhandling om dansk kolonipolitik i Østasien i den såkaldt "florissante periode", og dette var også emne for hans disputats fra 1969 om dansk handel i Indien 1772-1808, da han blev dr. phil i 1969 med disputatsen India Trade under the Danish Flag 1772-1808.
I 1968 blev han ansat ved Institut for Økonomisk Historie på Københavns Universitet, og fra 1991 ved Institut for Historie sammesteds. Fra 1981 med titlen professor i historie med særligt henblik på økonomisk historie. Han arbejdede på Københavns Universitet til sin pensionering i 2006.
Ole Feldbæk var blandt andet medforfatter og til dels ansvarshavende redaktør for værkerne Politikens-Gyldendals Danmarkshistorie (hvor han skrev bind 9: "Den lange fred. 1700-1800"), Dansk identitetshistorie, Dansk økonomisk historie, Dansk søfarthistorie, Dansk udenrigspolitisk historie (hvor han selv skrev om perioden 1648-1814), Danmark-Norge 1380-1814, og Den Store Danske Encyklopædi. Lidt specielt blev han ligeledes sin tids ekspert i Slaget på Reden i 1801. I 1985 skrev han Slaget på Reden, som han efterfølgende modtog Amalienborg-prisen for.
Ved siden af sin virksomhed som underviser, forsker og forfatter var han fast anmelder af historisk litteratur i Jyllands-Posten.

## Hædersbevisninger
I december 2005 modtog han ridderkorset af 1. grad af Dannebrogordenen.
Feldbæk var medlem af en række videnskabelige sammenslutninger, blandt andre Det Kgl. Danske Videnskabernes Selskab og Det Norske Videnskaps-Akademi.

## Udvalgt bibliografi
En komplet bibliografi ved Erik Gøbel findes i Hans Jeppesen, Anders Monrad Møller, Henrik S. Nissen og Niels Thomsen (red.): "Søfart. Politik. Identitet – tilegnet Ole Feldbæk" (Handels- og Søfartsmuseet på Kronborg, Søhistoriske Skrifter XIX; Falcon 1996; ISBN 87-88802-13-2 s. 341-351). Blandt de vigtigste bidrag er:
- "India Trade under the Danish Flag 1772-1808"; Scandinavian Institute of Asian Studies Monographs Series No 2; Studentlitteratur, Odense 1969
- Dansk neutralitetspolitik under krigen 1778-83; Akademisk Forlag 1971; ISBN 87-505-0144-5
- Denmark and the Armed Neutrality 1800-1801; Akademisk Forlag 1980; ISBN 87-500-1913-9
- (med Ole Justesen) Kolonierne i Asien og Afrika (Politikens Forlag, København 1980)
- "Tiden 1730-1814" (i: Danmarks historie bind 4, redigeret af Aksel E. Christensen, H.P. Clausen, Svend Ellehøj og Søren Mørch). Gyldendal, København 1982
- Slaget på Reden, Politikens Danmarks Historie, 1985. ISBN 87-567-4001-8.
- Danske Handelskompagnier 1616-1843. Oktrojer og interne Ledelsesregler. Udgivet af Selskabet for Udgivelse af Kilder til Dansk Historie (København, 1986)
- "Den lange fred" (i: Olaf Olsen (red.): Gyldendal og Politikens Danmarkshistorie, Bind 9: 1700-1800); København 1990; ISBN 87-89068-11-4
- "Storhandelens tid 1720-1814" (i: Ole Feldbæk m.fl.: Dansk søfarts historie, bind 3; (Gyldendal 1997)

### På internettet
- Ole Feldbæk: "Caracas-spekulationen 1782-1783. Dansk neutralitetsudnyttelse under den amerikanske frihedskrig" (Historisk Tidsskrift, 12. række, Bind 6; 1973)
- Ole Feldbæk: "Ostindisk konvoj i den florissante handelsperiode" (Handels- og Søfartsmuseets årbog 1981; s. 87-101) Arkiveret 4. marts 2016 hos  Wayback Machine
- Ole Feldbæk: "Historikerne og landboreformerne. Traditioner og problemer" (Historisk Tidsskrift, 15. række, Bind 4; 1989)
- Ole Feldbæk: "Den danske Asienhandel 1616-1807. Værdi og volumen" (Historisk Tidsskrift, 15. række, Bind 5; 1990)
- Ole Feldbæk: "De nordatlantiske øer og freden i Kiel 1814" (Historisk Tidsskrift, 16. række, Bind 4; 1995)